# Die Akte (Roman)
Die Akte (Originaltitel: The Pelican Brief) ist ein 1992 erschienener Roman des US-amerikanischen Autors John Grisham. Das Buch gehört zum Genre der Justizthriller. Es handelt von der Jurastudentin Darby Shaw, die eine Verschwörung aufdeckt, durch die ein Ölmilliardär sich die Bohrrechte in einem bedrohten Naturgebiet sichern möchte. Die Verschwörung geht so weit, dass dafür Richter ermordet werden und sogar das Weiße Haus involviert ist. Darby Shaw gelingt es gemeinsam mit einem Journalisten der Washington Post, die Verschwörung publik zu machen. Das Buch war ein Bestseller in den USA und Deutschland und wurde im Jahr 1993 mit Julia Roberts und Denzel Washington unter demselben Titel – Die Akte – verfilmt.

## Inhalt

### Handlung
Zwei Richter des Obersten Gerichtes der Vereinigten Staaten werden kurz nacheinander ermordet. Beide Morde werden durch den Auftragskiller Khamel ausgeführt, das Mordmotiv ist zunächst unklar.
Die Jurastudentin Darby Shaw hat den Verdacht, dass der Mord an den Richtern möglicherweise nicht mit den Ansichten der Richter zu tun hat, und betreibt eine intensive Recherche nach Mordmotiven. Ihre Ergebnisse hält sie in einem Dossier fest, ergänzt um Dokumentenkopien, in der sie über Hintergründe, mögliche Zusammenhänge, Täter und Tatmotive spekuliert. Darby Shaw benennt ihr Dossier die „Pelikanakte“, wobei der Pelikan im Titel stellvertretend für die Gesamtheit der gefährdeten Biotope, ihrer Fauna und Flora im Süden von Louisiana steht, für die die beiden Richter sterben mussten. Denn obwohl die beiden Richter unterschiedliche politische Ansichten vertraten, war es wahrscheinlich, dass sie in Sachen Umweltschutz ähnlich entscheiden würden.
Darby geht aufgrund ihrer Recherchen davon aus, dass der Ölmagnat Victor Mattiece sich auf kriminelle Weise die sehr lukrativen Bohrrechte im Marschland von Louisiana sichern möchte. Weil er in einem langen Prozess mit Umweltschützern involviert ist, ist seine Hoffnung der Oberste Gerichtshof. Damit dieser zu seinen Gunsten entscheidet, hat er die beiden einzigen Kandidaten, die eventuell zugunsten der Umweltschützer entscheiden könnten, ermorden lassen in der Hoffnung, dass der Präsident, selbst ein Hardliner, sie durch konservative Kandidaten ersetzt.
Darby überlässt die Akte ihrem Professor und Liebhaber Thomas Callahan, einem Juraprofessor, der sie wiederum an einen Freund und Rechtsanwalt beim FBI, Gavin Verheek, weitergibt. Auf diese Weise gelangt die Akte auch an Mitarbeiter im Weißen Haus. Kurze Zeit später stirbt Callahan durch eine Autobombe. Darby ist Zeugin des Bombenanschlags, dem sie selbst nur knapp entgeht. Weil sie direkt nach dem Bombenanschlag von verdächtigen Männern verhört wird, die sich als Polizisten ausgeben, hat sie den Verdacht, dass jemand auch hinter ihr her ist. Sie taucht unter, um der beginnenden mörderischen Jagd zu entgehen, denn fast jeder, der die Akte liest, ist kurze Zeit später tot.
Zunächst versucht Darby mit Gavin Verheek in Kontakt zu treten in der Hoffnung, dass er ihr weiterhelfen kann. Bevor sie ihn treffen kann, wird Verheek jedoch vom Auftragskiller Khamel ermordet. Der Mord ist Teil von Khamels Versuch, Darby zu finden, denn er hat inzwischen den Auftrag, auch Darby zu ermorden. Khamel gelingt es, sich mit Darby zu treffen, indem er sich für Verheek ausgibt. Bevor er jedoch es schafft, Darby zu ermorden, wird er selbst durch einen Unbekannten plötzlich erschossen. Darby taucht daraufhin wieder unter.
Darby tritt schließlich mit dem Journalisten Gray Grantham von der Washington Post in Kontakt, um die Ergebnisse aus ihrer Akte publik zu machen. Grantham hat auch Kontakt zu einem Informanten unter dem Decknamen „Garcia“, der vermutet, dass etwas in der Rechtsanwaltskanzlei, für die er arbeitet, in Zusammenhang mit den Morden an den Richtern steht. Garcia macht jedoch einen Rückzieher und will sich doch nicht mit Grantham treffen. Dieser Informant könnte jedoch entscheidend sein, um Darbys Theorie zu belegen, weshalb Darby und Grantham sich auf die Suche nach Garcia machen.
Während Darby und Grantham recherchieren, ist die Akte längst im Weißen Haus angekommen. Es wird offenbar, dass der Präsident von Mattiece finanziell unterstützt wurde. Aus Angst, dass die Pelikan-Akte und die Machenschaften von Mattiece publik werden, versuchen der Präsident und sein Stabschef Fletcher Coal, die Verbindung zu Mattiece zu vertuschen. Ferner weist der Präsident den FBI-Direktor F. Denton Voyles an, die Arbeit an der Akte fallen zu lassen. Er überträgt stattdessen die Untersuchung dem CIA-Direktor Bob Gminski, dem er mehr vertraut. Die CIA schickt zunächst einen Agenten zu Mattiece, um mit ihm vertrauliche Gespräche aufzunehmen, aber Mattiece lässt diesen Agenten bei seiner Ankunft in seiner geheimen Unterkunft ermorden.
Darby und Grantham gelingt es mittels detektivischer Arbeit, den Informanten „Garcia“ doch aufzuspüren. Sie sind jedoch zu spät, denn der Informant ist bereits ermordet worden. Er hat jedoch eine schriftliche Zeugenaussage und eine Aussage auf Videoband hinterlassen, die Darby und Grantham an sich bringen können. Aus diesen Materialien geht hervor, dass er versehentlich auf der Arbeit eine interne, vertrauliche Korrespondenz zu Gesicht bekam. Sie besagt, dass die Rechtsanwaltskanzlei, für die er arbeitete, ihren Mandanten Victor Mattiece unterstützt, mit kriminellen Methoden die lukrativen Bohrrechte in einem sensiblen Biotop im Süden Louisianas zu erhalten. Dies deckt sich mit Darbys Ergebnissen aus ihrer Pelikan-Akte. Darbys Analyse der Mordzusammenhänge und -ursachen sowie Hintergrundtäter und Drahtzieher hat sich damit als zutreffend erwiesen.
Mit diesen Beweisstücken gehen Grantham und Darby zum Chefredakteur der Washington Post, der sich nun damit einverstanden erklärt, die Geschichte zu veröffentlichen, weil sie ausreichend belegt ist. Eine Gruppe von Mitarbeitern der Washington Post sowie Darby und Grantham beginnen, an dem Artikel zu arbeiten. FBI-Direktor Voyles, der um eine Stellungnahme gebeten wurde, taucht in der Redaktion der Washington Post auf. Er enthüllt, dass er eine Aufzeichnung hat, auf der er vom Präsidenten angewiesen wird, die Untersuchung der Pelikan-Akte einzustellen und die CIA weiter ermitteln zu lassen. Es stellt sich auch heraus, dass ein FBI-Agent den Auftragsmörder Khamel getötet hat, um Darbys Leben zu retten. Voyles unterstützt damit die Redaktion bei der Arbeit. Er stellt Darby ein Flugzeug zur Verfügung, in dem sie zu einem Ziel ihrer Wahl fliegen kann, um wieder unterzutauchen.
Die Geschichte erscheint schließlich als Hauptschlagzeile in der Washington Post. Als Konsequenz wird die Kanzlei durchsucht, die Mattiece vertritt, und es droht die Verhaftung der Rechtsanwälte, die involviert waren. Einer dieser Rechtsanwälte begeht daraufhin Selbstmord. Mattiece verschwindet und es ist wahrscheinlich, dass der Präsident seine Wiederwahl verlieren wird.
Schließlich wird Darby, die sich in einem Versteck außerhalb der USA aufhält, von Gray Grantham besucht.

### Figuren
- Darby Shaw – Jura-Studentin (2. Jahr), Autorin der Akte
- Gray Grantham – Reporter für die Washington Post
- Fletcher Coal – Stabschef im Weißen Haus, inoffizieller Kopf der Macht
- Khamel „Sam“ – international tätiger Auftragsmörder
- Thomas Callahan – Professor an der Jurafakultät in Tulane, Liebhaber von Darby Shaw
- Gavin Verheek – FBI-Anwalt, Freund von Thomas Callahan
- F. Denton Voyles – Direktor des FBI
- Bob Gminski – Direktor der CIA
- Der Präsident – (ein fiktiver) Präsident der Vereinigten Staaten
- Richter Rosenberg – ältester, umstrittenster Richter des obersten Gerichtshofes, Mordopfer
- Richter Jensen – jüngster Richter des obersten Gerichtshofes, zweites Mordopfer

## Stellung in der Literaturgeschichte
The Pelican Brief (Die Akte) ist der dritte Roman von John Grisham nach seinem Debüt A Time to Kill (dt. Die Jury) und seinem zweiten Roman The Firm (Die Firma). Vor allem The Firm und The Pelican Brief trugen maßgeblich dazu bei, dass Grisham als Autor von Justizthrillern bekannt wurde. Mit dem Aufbau und Thema von Die Akte hatte Grisham zu einem Strickmuster gefunden, nach dem er auch seine folgenden Romane aufbaute: So geht es häufig in den Romanen Grishams um junge Rechtsanwälte oder Jurastudenten, die einen Skandal aufdecken und aufgrund dessen um ihr Leben fürchten müssen.
John Grisham wird gemeinsam mit Scott Turow als Autor des Genres Justizkrimi oder Justizthriller genannt, in denen die Fälle und auch die Hauptpersonen aus dem Justizmilieu stammen. Grisham ist aber nicht der erste Autor, der Rechtsanwälte zu Hauptpersonen eines Krimis macht: Bereits Erle Stanley Gardner machte zwischen 1935 und 1970 in seinen Kriminalromanen mit seinem Helden Perry Mason einen Rechtsanwalt zum Protagonisten.

## Rezeption
Das Buch war in den USA und auch in Deutschland ein Bestseller. 1993 stand es auf der Jahres-Bestseller-Liste des Buchreports (im Auftrag des SPIEGEL) auf Platz 3.
Die Rezeption durch die Literaturkritik war gemischt. Giles Smith vom britischen Independent lobt den herausragenden Spannungsaufbau: Der Leser trifft auf viele Charaktere, die Teil der Verschwörung sind und Bescheid wissen, während der Leser über den genauen Hintergrund und die Motive der Verschwörung sehr lange im Dunkeln gelassen wird. Auch Grishams Kenntnisse des Justizwesens (als ehemaliger Rechtsanwalt), die in seinen Büchern durchscheinen, werden gewürdigt. Kritisch gesehen werden die Dialoge, die austauschbaren Handlungsorte und die Handlung, die etwas zu sehr an die Watergate-Affäre erinnert.
Von anderen Kritikern wird bemängelt, dass Die Akte wie auch andere Romane von John Grisham stets nach demselben, sich wiederholenden Muster aufgebaut sind. Auch die Zeitschrift Der Spiegel kommentiert, dass Grisham für Die Akte wieder das einzige Thema ausschlachtet, das er zu haben scheint: das marode amerikanische Rechtssystem.

### Adaptionen als Hörbuch und Film
Es gibt sowohl für das englische Original als auch für die deutsche Übersetzung eine Hörbuchversion: die englische Version mit Anthony Heald als Sprecher, die deutsche Version mit Charles Brauer. Der Roman wurde im Jahr 1993 mit Julia Roberts und Denzel Washington unter seinem Titel – The Pelican Brief (dt. Die Akte) – verfilmt.

### Textausgaben
- John Grisham: The Pelican Brief. Doubleday, New York 1992. (englische Originalausgabe)
- John Grisham: Die Akte. Aus dem Englischen übersetzt von Christel Wiemken. Hoffmann und Campe, Hamburg 1993. (deutsche Übersetzung)

### Hörbücher
- John Grisham: The Pelican Brief. Gesprochen von Anthony Heald. Bantam Doubleday Dell, New York 1992.
- John Grisham: Die Akte. Aus dem Englischen übersetzt von Christel Wiemken. Gesprochen von Charles Bauer. Random House Audio, München 2016.

### Sekundärliteratur
- Joachim Kronsbein: Kind unter Killern. Mit Justiz-Thrillern erobert der Amerikaner John Grisham weltweit die Bestseller-Listen. Profitiert nun auch Hollywood vom Erfolg des Ex-Anwalts? In: Der Spiegel, Heft 28/1993, S. 163–165.
- Jochen Schmidt: Gangster, Opfer, Detektive. Eine Typengeschichte des Kriminalromans. KBV, Hillesheim 2009, ISBN 978-3-940077-69-1.
- Giles Smith: Book Review – Dying to know more: ‘The Pelican Brief’ – John Grisham. In: Independent, letzter Zugriff am 23. Februar 2020.